# 15 Pułk Czołgów
15 Pułk Czołgów Średnich im. Józefa Wieczorka (15 pcz) – oddział wojsk pancernych ludowego Wojska Polskiego.

## Formowanie i zmiany organizacyjne
W terminie do 1 grudnia 1951, w garnizonie Opole, został sformowany 15 samodzielny szkolny pułk czołgów. Jednostka utworzona została w oparciu o stany osobowe 2 samodzielnego batalionu artylerii pancernej z Żar oraz kompanii szkolnych 27 pułku zmechanizowanego i 29 pułku zmechanizowanego, i podporządkowana bezpośrednio dowódcy Okręgu Wojskowego Nr IV. W czerwcu 1955 roku oddział dyslokowany został do garnizonu Gliwice. W 1962 roku pułk został włączony w struktury 2 Warszawskiej Dywizji Zmechanizowanej.
4 października 1973 roku pułk otrzymał imię Józefa Wieczorka, a dzień 31 lipca został ustanowiony świętem pułku.
W 1990 roku został przeformowany w pułk zmechanizowany i przemianowany na 25 pułk zmechanizowany. W 1995 roku 25 pz został przeformowany w 23 Brygadę Obrony Terytorialnej.

## Żołnierze pułku
Dowódcy pułku
- ppłk Zbigniew Michalski
- mjr dypl. Antoni Walczak
- mjr Jerzy Pawelec
- mjr dypl. inż. Jerzy Nowaczewski
- mjr dypl. Jerzy Baranowski

## Struktura pułku
Bezpośrednio po sformowaniu strukturę pułku stanowiły:
- batalion szkolny dowódców czołgów
- dwa bataliony szkolne mechaników kierowców
- batalion szkolny działonowych

W wyniku kolejnych restrukturyzacji organizacja pułku przedstawiała się następująco:
- dowództwo i sztab
- sześć kompanii czołgów (szkolnych)
- kompania obsługi

Liczba żołnierzy wynosiła 1389 osób. Uzbrojenie pułku stanowiło: 40 czołgów T-54A i 1 transporter opancerzony